# Босейлстадіон
Босейлстадіон (нід. Bosuilstadion) — футбольний стадіон в бельгійському місті Антверпен. Є домашньою ареною однойменного клубу.

## Історія
Стадіон було відкрито 1 листопада 1923 року футбольним матчем між збірними Бельгії та Англії (2-2).
Після Другої світової війни місткість стадіону близько 5000 місць стала недостатньою і до 1956 року арена була розширена до 60 000 місць.
На стадіоні відбувся фінал Кубка володарів кубків Європи 1964 року, в якому «Спортінг» (Лісабон) обіграв МТК (Будапешт) і здобув трофей. Згодом в рамках чемпіонату Європи з футболу 1972 року на стадіоні відбулася півфінальна зустріч між господарями, збірною Бельгії та збірною Німеччини. Гості перемогли перед рекордною кількістю глядачів (майже 60 000) 2:1.
З 2013 по 2015 роки на трибуні AVT Tribune проводилися реконструкції.
Після відкриття нової трибуни в листопаді 2017 року, замість знесеної старої, побудованої ще у 1923 році, інші три трибуни мали бути також знесені та побудовані заново, після чого місткість арени становила б 23 тисячі глядачів.
Оскільки цього не сталося до початку сезону 2019/20, «Босейлстадіон» не відповідав вимогам УЄФА на матчі Ліги Європи, до яких в цьому сезоні був кваліфікований «Антверпен». Тому клубу довелось проводити свої єврокубкові ігри на стадіоні короля Бодуена у Брюсселі. За новими планами оновлені трибуни мають бути завершені до сезону 2020/21.

## Трибуни
У сезоні 2019/20 «Босейлстадіон» має 15 402 місця. Оскільки на старій «Трибуні 2» все ще є дерев'яні лавки, лише 7810 із 7760 місць дозволені для використання.
- Трибуна 1 (з 2017 року): 5600 місць
- Трибуна 2 (з 1923): 7760 місць, але дозволено лише для 6810 відвідувачів
- Трибуна 3 (Трибуна Віктора Меса, з 2001 р.): 2992 місця
- Трибуна 4 (з 1991): 800 місць